# Leucas
Leucas, polifiletičan biljni rod medićevki smješten u tribus Leucadeae, dio potporodice Lamioideae. Pripada mu 108 vrsta iz tropskih krajeva Afrike, Azije i Australije Rod je polifiletičan i potrebno ga je dodatno podijeliti.

## Opis
Jednogodišnje ili višegodišnje zeljaste biljke ili polugrmovi. Cvat od nekoliko-mnogo-cvjetnih, često subloptastih, pršljenova; brakteje lisnate; brakteole linearne, uzlazne. Čaška cjevasta, 10 živaca, ravna ili zakrivljena, sa 5-10 jednakih ili nejednakih trnolikih bodlji. Vjenčić 2-usni, bijel; gornja usna obično cijela i dlakava; donja usna 3-kraka, srednji režanj najduži. Prašnici 4.
Sličan je rodu Acrotome, vidi razlike pod Acrotome.

## Vrste
1. Leucas abyssinica (Benth.) Briq.
2. Leucas aequistylosa Sebald
3. Leucas aggerestris (Wild) Sebald
4. Leucas alba (Forssk.) Sebald
5. Leucas alluaudii Sacleux
6. Leucas anandaraoana Umam.Rao & P.Daniel
7. Leucas angularis Benth.
8. Leucas angustissima Sedgw.
9. Leucas argentea Gürke
10. Leucas aspera (Willd.) Link
11. Leucas bakeri Hiern
12. Leucas beddomei (Hook.f.) Sunojk. & P.Mathew
13. Leucas biflora (Vahl) Benth.
14. Leucas bracteosa Gürke
15. Leucas calostachya Oliv.
16. Leucas candida (Haines) R.Kr.Singh
17. Leucas cephalantha Baker
18. Leucas cephalotes (Roth) Spreng.
19. Leucas chinensis (Retz.) R.Br.
20. Leucas ciliata Benth.
21. Leucas clarkei Hook.f.
22. Leucas collettii Prain
23. Leucas cuneifolia Baker
24. Leucas decemdentata (Willd.) Sm.
25. Leucas deflexa Hook.f.
26. Leucas densiflora Vatke
27. Leucas deodikarii Billmore & Hemadri
28. Leucas dhofarensis Hedge & Sebald
29. Leucas dhonimalayensis Sunojk. & Vimal
30. Leucas diffusa Benth.
31. Leucas discolor Sebald
32. Leucas ellipticifolia (Sebald) Bramley
33. Leucas eriostoma Hook.f.
34. Leucas flagellifera (Balf.f.) Gürke
35. Leucas fulvipila Bramley
36. Leucas grandis Vatke
37. Leucas gypsicola A.J.Paton, Friis & Sebsebe
38. Leucas hagghierensis Al-Gifri & Cortés-Burns
39. Leucas helferi Hook.f.
40. Leucas helianthemifolia Desf.
41. Leucas helicterifolia Haines
42. Leucas hephaestis (Wild) Sebald
43. Leucas hirta (B.Heyne ex Roth) Spreng.
44. Leucas hirundinaris Sebald
45. Leucas hyssopifolia Benth.
46. Leucas inflata Benth.
47. Leucas jamesii Baker
48. Leucas kishenensis (A.R.Sm.) Sebald
49. Leucas lamiifolia Desf.
50. Leucas lanata Benth.
51. Leucas lanceifolia Desf.
52. Leucas lavandulifolia Sm.
53. Leucas leucocephala Miq.
54. Leucas longifolia Benth.
55. Leucas macrantha Blatt. & Hallb.
56. Leucas manipurensis N.P.Singh
57. Leucas marrubioides Desf.
58. Leucas masaiensis Oliv.
59. Leucas mathewiana Sunojk.
60. Leucas menthifolia Baker
61. Leucas milanjiana Gürke
62. Leucas minimifolia Chiov.
63. Leucas minutiflora Bramley
64. Leucas montana (Roth) Spreng.
65. Leucas mukerjiana Subba Rao & Kumari
66. Leucas mwingensis Sebald
67. Leucas nepetifolia Benth.
68. Leucas nubica Benth.
69. Leucas nutans (Roth) Spreng.
70. Leucas nyassae Gürke
71. Leucas oligocephala Hook.f.
72. Leucas ovata Benth.
73. Leucas pachmarhiensis A.P.Tiwari, Mujaffar, S.K.Gavade, Lekhak & Sunojk.
74. Leucas pearsonii Sebald
75. Leucas penduliflora Al-Gifri & Cortes-Burns
76. Leucas pilosa Benth.
77. Leucas princei (Sebald) Bramley
78. Leucas prostrata (Hook.f.) Gamble
79. Leucas pseudoglabrata Bramley
80. Leucas pubescens Benth.
81. Leucas rosmarinifolia Benth.
82. Leucas royleoides (Benth.) Gürke
83. Leucas sahyadriensis Sunojk.
84. Leucas samhaensis Cortes-Burns & A.G.Mill.
85. Leucas sebaldiana Sunojk.
86. Leucas sivadasaniana Sunojk.
87. Leucas somalensis Vatke
88. Leucas songeana Sebald
89. Leucas spiculifolia (Balf.f.) Gürke
90. Leucas stachydiformis (Benth.) Hochst. ex Briq.
91. Leucas stelligera Wall. ex Benth.
92. Leucas stormsii Gürke
93. Leucas stricta Benth.
94. Leucas subarcuata Sebald
95. Leucas suffruticosa Benth.
96. Leucas teres Benth.
97. Leucas tettensis Vatke
98. Leucas tomentosa Gürke
99. Leucas tsavoensis Sebald
100. Leucas urticifolia (Vahl) R.Br.
101. Leucas urundensis Robyns & Lebrun
102. Leucas usagarensis Gürke
103. Leucas virgata Balf.f.
104. Leucas volkensii Gürke
105. Leucas welwitschii Gürke
106. Leucas wightiana Wall. ex Benth.
107. Leucas wilsonii Sebald
108. Leucas zeylanica (L.) W.T.Aiton

## Sinonimi
- Blandina Raf.; Fl. Tellur. 3: 88 (1837)
- Blandina Raf.; Fl. Tellur. 3: 88 (1837)
- Elbunis Raf.; Fl. Tellur. 3: 88 (1837)
- Eneodon Raf.; Fl. Tellur. 3: 88 (1837)
- Hemistemma Rchb.; Consp. Regn. Veg.: 116 (1828)
- Hemistoma Ehrenb. ex Benth.; Pl. Asiat. Rar. [Wallich] 1: 60 (1830)
- Heptrilis Raf.; Fl. Tellur. 3: 89 (1837)
- Hetrepta Raf.; Fl. Tellur. 3: 88 (1837)
- Isodeca Raf.; Fl. Tellur. 3: 88 (1837)
- Lasiocorys Benth.; Labiat. Gen. Spec.: 600 (1834)
- Leucasia Raf.; Fl. Tellur. 3: 88 (1837)
- Physoleucas Jaub. & Spach; Ill. Pl. Orient. 5: 48 (1855)